# Banco Popolare di Verona e Novara
Il Banco Popolare di Verona e Novara è stato un gruppo bancario italiano.

## Storia
Era nato il 1º giugno del 2002 dalla fusione tra la Banca Popolare di Verona - Banco S. Geminiano e S. Prospero e la Banca Popolare di Novara. I rapporti di cambio sono stati determinati in un'azione del BPVN ogni azione della BPV BSGSP e in un'azione del BPVN ogni 2 azioni della BPN, previa distribuzione di un dividendo straordinario di 1,50 euro.
È stata una tra le maggiori aziende creditizie del paese quotate alla Borsa valori di Milano nell'allora S&P Mib con 1.116 sportelli e oltre 3 milioni di clienti.
Il gruppo era anche socio di maggioranza dell'allora Banca Italease.
Il 1º luglio 2007 si è fuso con la Banca Popolare Italiana dando vita al Banco Popolare, società quotata alla Borsa valori di Milano nel FTSE MIB. I rapporti di cambio sono stati determinati in un'azione del costituendo Banco Popolare ogni azione di Bpvn e in 0,43 azioni del costituendo Banco Popolare ogni azione di Bpi.